# San’an Optoelectronics
San’an Optoelectronics Co. Ltd. ist ein Unternehmen der Halbleiterindustrie in der Volksrepublik China. Es ist der größte Hersteller von Leuchtdioden (LEDs) des Landes (Marktanteil 2013: 29 %) und einer der größten der Welt (Weltmarktanteil 2014 etwa 5 %). Die Aktivitäten erstrecken sich auf drei Geschäftsbereiche:
- Electronics Technology Research (Forschung und Entwicklung in den Anwendungsbereichen LED und Sonnenenergie),
- Semiconductors Production (Produktion von LED-Mikrochips, RF-Chips für Mobiltelefone, Wafern, Solarzellen, Photodioden),
- Marketing.

Das am 27. März 1993 gegründete Unternehmen mit Sitz in Xiamen wird seit 2017 vom Vorstandsvorsitzenden Zhiqiang Lin geleitet, beschäftigt etwa 6700 Mitarbeiter und erzielt einen Umsatz von rund 600 Millionen Dollar. Die Marktkapitalisierung lag im Juli 2014 bei 5,2 Milliarden Dollar. Im Jahr 2018 bei 13,3 Milliarden Dollar. Produktionsstätten befinden sich außer in der Sonderwirtschaftszone Xiamen unter anderem in Tianjin, Wuhu und Quanzhou. Ein wichtiger Lieferant von Produktionsanlagen in Deutschland ist Aixtron.
Im November 2012 erwarb San’an einen Anteil von 19,9 % am zweitgrößten taiwanischen LED-Hersteller Formosa Epitaxy (Forepi). Nach der Übernahme von Forepi durch den taiwanischen Konkurrenten Epistar im Jahr 2014, durch die Epistar zum Weltmarktführer wurde, tauschte San’an seine Anteile in eine Beteiligung an Epistar entsprechend 3,05 %. Diese wurde im September 2017 veräußert.